# Café Flesh
Café Flesh és una pel·lícula post-apocalíptica de culte pornogràfica de ciència-ficció de 1982 dissenyada i dirigida per Stephen Sayadian (sota el pseudònim "Rinse Dream") i co-escrita per Sayadian i Jerry Stahl (acreditat com "Herbert W. Day"). La música va ser composta i produïda pel famós productor musical Mitchell Froom (i més tard va aparèixer al seu àlbum, Key of Cool).
Dues seqüeles, Café Flesh 2 i Café Flesh 3, es van publicar el 1997 i 2003, sense la participació dels creadors originals. Les seqüeles van ser escrites i dirigides per Antonio Passolini i no van tenir el mateix grau de popularitat i atractiu de culte que la primera pel·lícula.

## Trama
Després de l'apocalipsi nuclear, el 99% dels supervivents són sexuals negatius: es posen violentament malalts si intenten mantenir relacions sexuals. Els sexuals positius minoritaris es veuen obligats a participar en el teatre carnal per a l'entreteniment dels negatius al Café Flesh. Tothom està entusiasmat amb l'arribada al club del famós positiu Johnny Rico, i una dona negativa comença a qüestionar la seva negativitat a mesura que ella i el seu xicot es van allunyant l'un de l'altre.

## Repartiment
- Andy Nichols: Max Melodramatic
- Paul McGibboney: Nick
- Michelle Bauer: Lana
- Marie Sharp: Angel
- Tantala Ray: Moms
- Dennis Edwards: The Enforcer
- Kevin James: Johnny Rico
- Dondi Bastone: Spike
- Paul Berthell: Mr Joy
- Hilly Waters: Ace
- Autumn True: Vamp #1
- Elizabeth Anastasia: Vamp #2

## Història
A principis de la dècada de 1970, la indústria del cinema pornogràfic havia guanyat popularitat, gràcies a l'èxit de pel·lícules com Behind the Green Door i Deep Throat. Durant aquest període, hi va haver molts intents de crear pornografia artística, com The Devil in Miss Jones. També hi havia pel·lícules no pornogràfiques amb sexe hardcore, com ara Jag är nyfiken – en film i gult i Ai no korīda. A principis de la dècada de 1980, la tecnologia del vídeo domèstic va canviar la indústria del porno, i els cinemes porno tenien menys èxit.
El 1982 fou estrenada Café Flesh, que barrejava sexe, sàtira i teatre d'avantguarda. La pel·lícula va ser creada i coescrita per Stephen Sayadian, sota el nom "Rinse Dream", i el periodista Jerry Stahl, sota el nom "Herbert W. Day". Sayadin i Stahl van fer la pel·lícula en dues parts separades, utilitzant els elements no pornogràfics de la pel·lícula per atraure financers.
Dos actors implicats en aquesta pel·lícula van treballar notablement en produccions principals. L'actriu principal Michelle Bauer, utilitzant el nom de Pia Snow en aquesta pel·lícula, es va convertir en una prolífica actriu de sèrie B. Richard Belzer, un conegut còmic de l'època que més tard es va fer conegut pels seus papers a Homicide: Life on the Street i Law & Order: Special Victims Unit, apareix com a membre del públic, però no apareix en cap de les escenes sexuals.

## Crítiques
L'estudiós Bradford K. Mudge ha dit de Café Flesh, que, "Com tota gran sàtira... s'oposa en paròdia a les formes molt genèriques a partir de les quals va evolucionar. La seva brillantor resulta d'una visió bifurcada: dramatitza alhora la mort de la pornografia i la seva inquietant resurrecció com a cultura mateixa. En fer-ho, la pel·lícula marca una coyuntura —històricament arbitrària per descomptat— en què la "pornografia" és finalment capaç d'auto-reflexió crítica, capaç de veure's la seva. imaginació' però tan diferent als seus predecessors estètics com al seu entorn cultural més ampli."

## Premis
Café Flesh va guanyar el Premi AVN del 1984 a la millor direcció artístia i fou introduïda al Saló de la fama de XRCO. El 1998 Café Flesh 2 va guanyar el Premis XRCO al millor vídeo i el premi AVN de 1999 AVN  a la millor pel·lícula de vídeo i als millors efectes especials.